# António Brandão
António Brandão (Alcobaça, 1584 – 1637) è stato uno storico portoghese.
Monaco cistercense, nel 1632 curò la 4ª parte della monumentale Monarquia lusitana  di Bernardo de Brito.